# 桃子男孩渡海而來
《桃子男孩渡海而來》是酷教信徒創作的日本漫畫，2008年1月起於新都社旗下網路漫畫網站「週刊Young VIP」上連載，其後有Johanne繪畫的重製版於講談社旗下《少年Magazine R》連載。改編電視動畫於2021年7月1日至9月16日播映，共12集。
2021年6月11日，宣佈將會推出手機遊戲《桃子男孩渡海而來戰記》（非正式譯名），並開放事前登錄。

## 故事概要
莎麗是阿爾達雷克王國的公主。她在某天遇上正在周遊列國、叫做「命」的少年。那天王國被名為《鬼》的魔物襲擊，「命」輕而易舉就將之斬殺。他不同於河邊撿到、其後成功消滅鬼怪的大桃子；而是如同外國也有鬼怪般，是渡海而來的桃太郎。「命」斬殺鬼後就告別離去。莎麗苦苦思索一個月後，決定出國踏上尋求未知的旅途，並尋找「命」的蹤跡。

## 角色列表

### 主要角色
莎露特麗·阿爾達雷克（聲：白石晴香）
本作主角。16歲，簡稱莎麗，阿爾達雷克王國的公主。遇上「命」後就決意離開故鄉、踏上旅途，在利姆達對抗賽特時【桃眼之力】（桃粉紅色）覺醒，受到高鬼的攻擊後仍然毫髮無損，並將賽特直接斬殺。其後昏睡一整個早上，醒來後不記得發生在自己身上的事。
與轟鬼告別後眾人前往維妮所說的東方有個“禁止歧視”的王國——雷加帝亞。
吉備津命（聲：東山奈央）
簡稱「命」。來自日本的少年，被稱為桃太郎、魔物殺手。故事一開始是14歲，留黑長髮也有著中性的容貌，常被人誤會是少女。實際是餓鬼與某位人類所生的兒子，因他的父親（餓鬼）敵不過鬼的天性而殺死妻子，並請求第一任桃太郎「彥」（吉備津彥命）殺死自己，之後「彥」前往他所在的村莊救出並收養他，又讓他跟隨自己的姓氏。
親眼目睹鬼神殺死「彥」，繼承了他臨終前交給自己的【桃眼之力】，因決心將鬼怪滅絕而親手把角拔出並失去鬼力，獨剩【桃眼之力】（紫藍色）。
犬（聲：齊藤次郎）
能聽懂人話並能聊天的狗。被「彥」收養照顧，「命」繼承收養後繼續照顧著。沒有名字，「命」稱呼為犬先生。
芙勞（聲：M·A·O）
亞人中的卯人（兔人）。因莎麗給餓肚子的自己一個胡蘿蔔，就成為她的同伴。
維妮知道她的身世以及過去，彼此也互相認識。
賀桑·庫拉多爾（聲：增田俊樹）
利姆達王國騎士團的連隊長。因雙親被亞人殺害而怨恨亞人，與莎麗、芙勞相遇後漸漸放下對亞人的怨恨。
因利姆達城在眼前被消滅而打擊呈現精神不振的模樣，經莎麗點醒後不久遇到同是騎士團的少年兵－貝雷特也重新振作，與莎麗、芙勞、卡洛特一同拜訪「西之森魔女」。
進入維妮經營的酒吧並見面，向她表達感謝之意，之後擔任莎麗的劍術教官來訓練。
維妮·艾美庫斯（聲：戶松遙）
住在西之森的魔女並經營自家酒吧，出身於魔女之里的名門－艾美庫斯。看似外表年輕，實際年齡超過百歲。
由於認識賀桑的祖父－馬爾亞也互相往來，會時常幫助其孫子－賀桑，但知道芙勞的身世以及過去。
卡洛特 / 眼鬼（聲：戶田惠）
原由鬼神達爾斯創造的鬼人。性別為女性，8歲，語調平時穩靜卻帶點毒舌。本人稱自己的實力「在高鬼裏面屬中下等」。會從右眼發出鬼砲，發出鬼砲後會變成小孩子身形，需要等一段時間才會回復正常身形。與賽特一同襲擊利姆達時，被「命」斬斷角而失去鬼力。之後和莎麗、芙勞一同越獄並逃到利姆達城外，目擊利姆達城在一瞬間被消滅。後來旅行中芙勞幫她取名為「卡洛特」，與芙勞感情不錯，常一同行動。
米莉亞 / 髮鬼（聲：峯田茉優）
第一人稱「在下」的修女，實為中鬼。能自由操控頭髮作為武器攻擊，但其實是模仿眼鬼的仙道修煉成的。
性格樂天，食慾極大，額頭上的鬼角因不明原因斷了半截。
在與莎麗交手戰敗後暫時失去部分記憶和鬼力，路途中遇到忠鬼，這時記憶起自己是髮鬼的經歷，為保住自己的性命而親手把角拔出也失去鬼力；後被「命」所救，決定和「命」一起旅行。

### 人類
吉備津彥命（聲：森川智之）
簡稱「彥」。最初踏上旅行的原因是找親生父母，但途中遇上鬼怪，並介紹自己，自稱桃太郎（即第一任桃太郎）。之後不停地幫助不同村莊殺鬼怪，並前往鬼怪的大本營「鬼島」擊敗鬼怪首領，在隱居期間應餓鬼所請殺了他，並收養了其兒子「命」。
之後與「鬼神」內布雷加決鬥卻因實力不足而被擊殺，臨終前將自己的【桃眼之力】交給「命」，就此滿懷笑容死去。
貝雷特（聲：天城莎莉）
利姆達王國騎士團的賀桑隊士兵，擔任書庫的警備員。
利姆達城被蒼面鬼消滅前，被維妮用瞬間移動法術所救。現在與維妮一同住在西之森。
阿爾達雷克王（聲：塾一久）
莎麗的父親，阿爾達雷克現任國王。
德梅妮卡·雷加帝亞
雷加帝亞的公主，實際上是鬼神達爾斯的親生女兒。告別莎麗後跳下懸崖死亡，她的死令達爾斯徹底發瘋。

### 亞人
魔王轉世的黑色卯人（兔人）。

### 鬼

#### 高鬼
皇鬼（聲：平川大輔）
高鬼之中具有極強實力的鬼人。可使出鬼砲，但出於不明原因，莎麗的桃眼對他起不了反應。平時以牧師的身分巡迴佈道，常照顧孤兒。他是米莉亞的師傅。討厭殺人。
轟鬼（聲：村井美里）
操作雷電的高鬼，外表是位年紀小的正太，對眼鬼抱持好感與仰慕。
在皇鬼的誤導之下以為眼鬼（卡洛特）被殺，與惰眠鬼、伸鬼和巴蘇向莎麗一行人展開襲擊。期間用雷電電死和賀桑走在一起的巴爾薩斯，誤認賀桑是「桃太郎」而與他對決。
被賀桑引導到暗巷被擊昏但旋即站起，使出鬼砲「雷神鬼轟」對賀桑做最後一擊，沒料到維妮及時現身幫賀桑阻擋其攻勢。
再次使出「雷神鬼轟」對招，卻被賀桑的天界之劍砍傷而噴血倒地，事後被卡洛特帶往旅店治療並康復。
後來婉拒莎麗的接納為旅行同伴的提案，要獨自前往世界各處的鬼怪之里尋求鬼與人類能和平共處的方法，與莎麗一行就此告別。但是一度被皇鬼殺害。
之後成功脫離皇鬼，與遊鬼和魔王等人為尋求鬼與人類能和平共處的方法而一起行動。
遊鬼
性格自戀的高鬼，武器是一把大砍刀，和小小鬼一起行動。
雖然性格自戀，但本質相當看重情義，曾為了救小小鬼，不惜犧牲自己。
一開始登場時試圖向莎麗討戰，結果被其打飛。
目前與轟鬼和魔王等人為尋求鬼與人類能和平共處的方法而一起行動。
蒼面鬼（聲：岩澤俊樹）
使用一發鬼砲消滅賀桑的故鄉「利姆達」的高鬼。由朱瑟理諾創造。
與皇鬼一同行走，遇到吉備津命，但自己被當場斬頭。
黄面鬼
能製造結界的高鬼。
吸血鬼
三百歲的高鬼。受卡洛特委託去殺光城鎮所有居民，卻遇到正尋找卡洛特的芙勞，與芙勞戰鬥並抓到對方咬住引爆，趕過來的莎麗只能目睹上半身被炸而死的芙勞。
之後與莎麗對戰時，逮到機會用自身血液構成魔法陣綑綁她，但被趕到的卡洛特出手阻撓，與此同時被復活並覺醒了真實力量的芙勞殺害，死前訴說自己因無法控制吸血的本能而殺害妻子的經歷，因而羨慕失去角與本能的卡洛特。
其遺體被居民們發現後被綁起燒毀，靈魂則由阿托拉引導前往天界。
樹鬼（聲：麥人）
是顆超巨大樹的高鬼，因髮鬼受皇鬼的命令解除其封印並突襲精靈&爬人（蜥蜴人）聯軍以及莎麗一行。
不同情被莎麗一拳跪地的髮鬼並打算殺掉，最後被【桃眼之力】的莎麗一拳消滅。
賽特（聲：蓮岳大）
鬼神達爾斯創造的高鬼，與眼鬼一同襲擊利姆達。眼鬼說他實力在高鬼之中屬於中等。被莎麗斬首，死後其靈魂去天界。
惰眠鬼（聲：田澤茉純）
喜歡睡覺，要是不睡超過一天就可能會死，其能力是使靠近自己的人沉睡並做噩夢。看似外表是女孩，但實際性別是男孩。
鳥鬼 / 巴蘇（聲：相馬康一）
與轟鬼和伸鬼一同向莎麗一行人展開襲擊的鳥型高鬼，途中遭遇前去救援賀桑的芙勞而爆發戰鬥，但被解放一部分真實力量的芙勞徹底斬殺。

#### 中鬼
忠鬼（聲：八代拓）
通稱忠。與皇鬼隨行並觀察與人類相處變化，看似是中鬼，但實際身分是第四鬼神「劍神鬼 米特爾」。
詳見劍神鬼 米特爾。
伸鬼（聲：矢野正明）
與轟鬼和鳥鬼一同襲擊的中鬼，具有身體能伸縮自如的能力，認定卡洛特是共存派決定除掉她，因而與她展開對決。
於外牆中了卡洛特的計謀而被仙道造成致命傷，死前述說自己不論在人類或同族中都受到歧視，只有轟鬼能平等接納自己，因為不希望卡洛特從自己身邊搶去轟鬼這個唯一的同伴而敵視她。最後因為明白卡洛特實際上也不歧視自己而安然而逝。

#### 鬼神
面神鬼 朱瑟理諾（聲：久保百合花）
創造蒼面鬼的第三鬼神，外表是年幼女童的姿態。並回收已成頭顱的蒼面鬼。
劍神鬼 米特爾
第四鬼神，忠鬼化成鬼神的姿態。
法神鬼 內布雷加（聲：武內駿輔）
原第四鬼神，創造米莉亞（髮鬼）、忠鬼、遊鬼和吸血鬼的鬼神。受爺鬼委託去日本殺死吉備津彦命（「彥」），本人表示是「觀光」。
有喜歡團子和天婦羅的一面。和「彥」決鬥，因壓倒性實力將其虐殺斷肢，之後被獲得「彥」的【桃眼之力】且因憤怒而鬼力暴漲的「命」斬殺而亡。
存神鬼 達爾斯
原第五鬼神，創造卡洛特（眼鬼）的鬼神。神聖達爾斯王國的元首。德梅妮卡的親生父親。

#### 其他
餓鬼（聲：間島淳司）
是吉備津命的生父。因他敵不過鬼的天性而殺死妻子，並請求「彥」殺死自己。
猛鬼（聲：藤沼建人）
襲擊阿爾達雷克王國的集團中體壯強健又高大的鬼，隨即被命斬殺。
爺鬼（聲：水内清光）
外表是老人也身穿燕尾服的鬼，襲擊阿爾達雷克王國的首謀者。隨著命一一斬殺同族也意識他的高威脅性而趁機逃跑。
小小鬼
與遊鬼一同行動的低鬼，所有鬼中實力最弱，身形非常渺小，被受遊鬼保護。
目前與轟鬼和魔王等人一同尋求鬼與人類能和平共處的方法而一起行動。

### 天使

#### 平天使
阿托拉（聲：鈴華優子）
芙勞在天界遇到的天使，之後回收芙勞身上的異常力量使其回復原本的樣貌。

## 出版書籍
| 卷數 | 講談社         | 講談社                 | 東立出版社    | 東立出版社             |
| 卷數 | 發售日期       | ISBN                   | 發售日期      | ISBN                   |
| ---- | -------------- | ---------------------- | ------------- | ---------------------- |
| 1    | 2016年2月17日  | ISBN 978-4-06-392514-2 | 2019年6月17日 | ISBN 978-957-26-1961-2 |
| 2    | 2016年10月17日 | ISBN 978-4-15-031301-2 |               |                        |
| 3    | 2017年6月16日  | ISBN 978-4-15-031351-7 |               |                        |
| 4    | 2018年2月16日  | ISBN 978-4-15-031408-8 |               |                        |
| 5    | 2018年10月17日 | ISBN 978-4-06-513318-7 |               |                        |
| 6    | 2019年6月17日  | ISBN 978-4-06-515947-7 |               |                        |
| 7    | 2020年2月17日  | ISBN 978-4-06-518539-1 |               |                        |
| 8    | 2020年8月17日  | ISBN 978-4-06-520362-0 |               |                        |
| 9    | 2021年2月17日  | ISBN 978-4-06-521947-8 |               |                        |
| 10   | 2021年8月17日  | ISBN 978-4-06-524136-3 |               |                        |

## 電視動畫
2020年8月7日，宣布改編電視動畫將於2021年7月播映，公開一張前導視覺圖，並公佈主要製作人員陣容，以及主角二人將由白石晴香和東山奈央聲演。2021年2月14日，公開第1張主視覺圖，並公佈4名角色的聲優。3月3日，公開第一支宣傳影片。5月19日，宣佈首播日期為7月1日，公開第2張主視覺圖，並公開追加聲優陣容和主題曲詳情。6月11日，公開第二支宣傳影片。
劇集播出順序經上田繁導演刻意安排採亂序演出手法，每集劇情之間可能不會有銜接。上田稱這是因為原作漫畫仍在連載，當時單行本出版至第6至7卷，尚未畫到冒險的結局，故若動畫跟着漫畫來改編，會讓動畫完結在不完整的地方。此外，由於漫畫故事開頭莎麗和命相遇，令莎麗踏上旅途的部份，跟接下來莎麗冒險的部份落差太大，完全是兩個不同的故事，因此依漫畫順序改編「帶有風險」。
上田繁在2018年起開始跟旭Production有合作，當初旭Production已經跟他說希望找他當導演，並在這部作品中成真。由於他感到這次編劇上會有困難，於是找來過去曾合作的大知慶一郎擔任系列構成。考量到原作的多樣性，他找來栗田聰美和加藤真人一女一男來分擔人物設定一職，讓栗田負責人的設計，而讓加藤負責設計鬼和穩重的角色。上田希望畫面呈現上維持簡潔，故幾乎不加入CG效果；由於他自己是當攝影出身的，所以會對攝影監督長谷川奈穗下比較細微的指示。
在選角方面，用於試鏡的原稿由上田自己預備，份量為一般的試鏡用原稿的2至3倍。就命的選角，由於故事中命被形容為「會被認錯為女生」、「聲音像女生」，故上田希望由女性聲優為這個角色配音。此外，他也希望由同一聲優為命的幼年時期配音。除了像女性的聲音，他亦著重打倒鬼時的威嚴感覺，以及演出角色帶有瘋狂言行的這些方面。主角二人由白石晴香和東山奈央聲演，她們兩人在《果然我的青春戀愛喜劇搞錯了。》首次參與同一作品，當時白石只是飾演小角色；《月色真美》則是她們首部有很多合作機會的作品。
除了在電視上播映的版本，在d動畫商城上另有依故事時序播映的版本，該平台獨佔。

### 製作人員
- 原作：酷教信徒、Johanne
- 導演：上田繁
- 系列構成：大知慶一郎
- 人物設定：栗田聰美、加藤真人
- 道具設計：今門卓也
- 色彩設計：齊藤麻記
- 美術監督：福島孝喜
- 美術設定：曾野由大
- 攝影監督：長谷川奈穗
- 剪輯：本田優規
- 音響監督：田中亮
- 音樂：中橋孝晃
- 動畫製作：旭Production[12]

### 主題曲
片頭曲《Dark spiral journey》
作詞、作曲、編曲：Q-MHz，主唱：鈴華優子
片尾曲《徹夜的腳步聲》（夜を越える足音）
作詞、作曲、編曲、主唱：ミテイノハナシ

### 各話列表
| TV話數 | 時間順序 | 日文標題 | 中文標題       | 劇本       | 分鏡     | 演出       | 作畫監督                                                               | 總作畫監督                 | 首播日期 (2021年) TV | 首播日期 (2021年) 時間順序 |
| ------ | -------- | -------- | -------------- | ---------- | -------- | ---------- | ---------------------------------------------------------------------- | -------------------------- | -------------------- | -------------------------- |
| 第01話 | 第02話   |          | 前公主與卯人   | 大知慶一郎 | 上田繁   | 上田繁     | 栗田聰美、藤井文乃 笛木優奈、                                          | 栗田聰美 加藤真人          | 7月1日               | 7月8日                     |
| 第02話 | 第03話   |          | 鬼與人類       | 大知慶一郎 |          | 飯村正之   | 、島崎克實、 友田美智子、                                              | 栗田聰美 加藤真人 岩佐智子 | 7月8日               | 7月15日                    |
| 第03話 | 第09話   |          | 莎麗與岔路     | 大知慶一郎 | 名村英敏 | 鈴木理人   | 大瀧那佳、、羽野廣範                                                   | 加藤真人 岩佐智子          | 7月15日              | 8月26日                    |
| 第04話 | 第01話   |          | 公主與桃子     | 大知慶一郎 | 上田繁   | 是本晶     | 重國浩子、柳瀨讓二、藤井文乃 上野卓志、中村進也                        | 栗田聰美 加藤真人          | 7月22日              | 7月1日                     |
| 第05話 | 第07話   |          | 芙拉與吸血鬼   | 犬飼和彥   |          | 石山貴明   | 久保山陽子、 島崎克實、                                                | 加藤真人 岩佐智子          | 7月29日              | 8月12日                    |
| 第06話 | 第08話   |          | 卡洛特與米莉亞 | 犬飼和彥   | 江島泰男 | 高林久彌   | 笛木優奈、和田勝之 藤井文乃、石堂伸晴                                  | 栗田聰美 加藤真人          | 8月5日               | 8月19日                    |
| 第07話 | 第04話   |          | 種族與容身之處 | 大知慶一郎 | 名村英敏 | 飯村正之   | 重國浩子、富山大輔、 中村進也、柳瀨讓二、 、友田美智子                 | 加藤真人 岩佐智子          | 8月12日              | 7月22日                    |
| 第08話 | 第10話   |          | 同伴與同伴     | 犬飼和彥   |          | 佐佐木純人 | 羽野廣範、王敏、姜智慧、趙小川 劉冬冬、徐小山、李偉峰、菊川孝司        | 栗田聰美 加藤真人          | 8月19日              | 9月2日                     |
| 第09話 | 第12話   |          | 命與命         | 大知慶一郎 | 尾崎隆晴 | 鈴木理人   | 大瀧那佳、 佐藤惠美、                                                  | 加藤真人                   | 8月26日              | 9月16日                    |
| 第10話 | 第11話   |          | 戰禍與憎恨     | 犬飼和彥   |          | 石山貴明   | 久保山陽子、重國浩子、柳瀨讓二 藤井文乃、菊川孝司、松下純子            | 加藤真人 岩佐智子          | 9月2日               | 9月9日                     |
| 第11話 | 第05話   |          | 理想與現實     | 犬飼和彥   | 名村英敏 | 大塚隆寬   | 河原久美子、和田勝之、中村進也 笛木優奈、鹽澤樞、友田美智子 友田政晴、 | 栗田聰美 加藤真人          | 9月9日               | 7月29日                    |
| 第12話 | 第06話   |          | 決心與離別     | 大知慶一郎 | 上田繁   | 上田繁     | 、加藤真人、富山大輔 、藤井文乃、大瀧那佳 佐藤惠美、、                 | 加藤真人 岩佐智子          | 9月16日              | 8月5日                     |

### 播放平台
日本深夜動畫：下文記載的日本国内播放時間使用日本標準時間（UTC+9）表示。因為部分時間标识會採用30小时制，因此請留意这类超过24:00的时间，其實際播放時間為翌日清晨。
| 播放日期       | 播放時間（UTC+9）    | 播放電視台 | 播放地區 | 備註 |
| -------------- | -------------------- | ---------- | -------- | ---- |
| 2021年7月1日－ | 星期四 22:00 - 22:30 | TOKYO MX   | 東京都   |      |
| 2021年7月1日－ | 星期四 23:30 - 24:00 | BS日視     | 日本全域 |      |
| 2021年7月1日－ | 星期四 23:30 - 24:00 | AT-X       | 日本全域 |      |
| 2021年7月7日－ | 星期三 25:00 - 25:30 | J:COM頻道  | 日本國內 |      |

## 外部連結
- 原作漫畫網站 （页面存档备份，存于）（日語）
- 漫畫重製版官方網站 （页面存档备份，存于） - 講談社（日語）
- 電視動畫官方網站 （页面存档备份，存于）（日語）